# دم‌پارویی سبز
دم‌پارویی سبز(نام علمی: Prioniturus luconensis) نام یک گونه از سرده دم‌پارویی است.